# Teoria stanu stacjonarnego (kosmologia)
Teoria stanu stacjonarnego – model kosmologiczny stworzony w 1948 roku przez Freda Hoyle'a, Thomasa Golda oraz Hermanna Bondiego jako alternatywa dla teorii Wielkiego Wybuchu. Teoria stanu stacjonarnego miała wielu zwolenników w środowisku naukowym w latach 50. oraz częściowo 60. XX wieku, kiedy została praktycznie porzucona.

## Założenia teorii
Początek teorii stanu stacjonarnego dały obliczenia, z których wynikało, iż w ramach ogólnej teorii względności oraz w świetle dokonanych przez Edwina Hubble'a obserwacji ujawniających rozszerzanie się wszechświata, z zasady nie może on być statyczny. Wszechświat stacjonarny, ekspandując, pozostawałby zasadniczo niezmieniony w czasie i aby ten warunek został spełniony, musiałaby powstawać nowa materia, dzięki której gęstość wszechświata utrzymywałaby się na stałym poziomie, mimo procesu rozszerzania się.
Niemożność bezpośredniego zaobserwowania tworzenia nowej materii nie stanowiła większego problemu teorii stanu stacjonarnego, gdyż zgodnie z jej założeniami, powstanie w Drodze Mlecznej zaledwie kilkuset atomów wodoru w ciągu roku wystarczyłoby do zrekompensowania ekspansji wszechświata. Pomimo naruszenia prawa zachowania masy, teoria miała kilka zalet, z których największą było usunięcie problemu początku universum.

## Teoria w świetle nowych faktów
Prawdziwość teorii stanu stacjonarnego została poważniej zakwestionowana w wyniku obserwacji dokonanych w latach 60. XX wieku. Wskazywały one bowiem, że wszechświat jednak zmienia się w czasie. Kwazary i galaktyki radiowe odnaleziono tylko w znacznych odległościach – co zrobił Martin Ryle ze swoim zespołem z Cambridge. Zdarzały się też przypadki odmiennej interpretacji danych – Halton Arp twierdził, jakoby istniały dowody na istnienie kwazarów w stosunkowo nieodległej gromadzie galaktyk w Pannie.
Model stacjonarny praktycznie zupełnie stracił poparcie z chwilą odkrycia w 1965 roku mikrofalowego promieniowania tła, którego istnienie przewiduje teoria Wielkiego Wybuchu. Według teorii stanu stacjonarnego, promieniowanie to miało być pozostałością po energii świetlnej nieistniejących już gwiazd, rozproszonej przez galaktyczny pył. Twierdzenie to było jednak dla większości kosmologów z kilku powodów nieprzekonywające:
- po pierwsze, dystrybucja mikrofalowego promieniowania tła jest bardzo równomierna i nie sposób wyjaśnić, w jaki sposób emisja ze źródeł punktowych, jakimi są gwiazdy, mogłaby doprowadzić do tak jednorodnego jego rozłożenia;
- po drugie, promieniowanie to nie wykazuje cech typowo występujących w przypadku rozproszenia, takich jak na przykład polaryzacja;
- po trzecie, spektrum mikrofalowego promieniowania tła jest tak zbliżone do widma ciała doskonale czarnego, iż praktycznie nie mogło ono powstać przez nałożenie się na siebie wpływów skupisk pyłu o różnych temperaturach i różnym stopniu przesunięcia ku czerwieni.

Obecnie to właśnie teoria Wielkiego Wybuchu jest powszechnie akceptowana jako najlepiej opisująca pochodzenie Wszechświata i to na jej podbudowie tworzy się większość modeli astrofizycznych.

## Teoria stanu quasi-stacjonarnego
Od 1993 roku najwięksi zwolennicy modelu stacjonarnego, tacy jak Jayant V. Narlikar, Fred Hoyle i Geoffrey Burbidge zaangażowani są w próbę znalezienia rozwiązania problemu niezgodności założeń modelu stacjonarnego z obserwacjami i faktami. Nowo powstałą teorię nazwano teorią stanu quasi-stacjonarnego (z ang. quasi steady state cosmology, w skrócie QSSC).

### Pole C
Wprowadzone dopiero w modelu QSSC pole C, nazywane inaczej jako pole kreacji, spełnia rolę zasobu, z którego powstaje materia. Zgodnie z zasadą zachowania materii zasób pola C traci ilość energii adekwatną do utworzonej materii. Całkowity zasób energii pola C ma jednak wartość ujemną, dlatego z chwilą tworzenia masy jego wielkość wzrasta. Ekspansja wszechświata tłumaczona jest powstającymi w polu C ujemnymi naprężeniami, które są rezultatem tworzenia materii. Do wytworzenia materii w polu C zasób tego pola musi pobierać wystarczającą moc do produkowania cząstek materialnych. Warunek ten jest spełniony w pobliżu gęstych, masywnych obiektów, ponieważ wtedy silna grawitacja w ich pobliżu zwiększa moc pola C do wartości progowej (najlepszą tutaj analogią jest kamień wrzucony do studni, który zyskuje energię kinetyczną, podobnie pole C nabiera dodatkowej mocy dzięki lokalnej sile grawitacji tego obiektu).